# Жене са инвалидитетом (књига)
Жене са инвалидитетом: невидљиве жртве насиља: студије случајева  је  студија случајева документованог насиља и дискриминације над женама са инвалидитетом у Србији, ауторки Оливере Илкић и Лепојке Чаревић Митановски, објављена 2008. године у издању "...Из Круга" - организације за заштиту права и подршку женама са инвалидитетом Србије из Београда.

## О ауторима
- Лепојка Чаревић Митановски (1963-2015), истакнута хуманисткиња, филантропкиња и боркиња за људска права. Била је председница организације …Из круга – Србије.[2] Била је и чланица Савета за родну равноправност Владе Србије и чланица Савета за родну равноправност града Београда.[3]
- Оливера Илкић рођена 1972. године, бивша је координаторка СОС телефона. Експерткиња за рад са женама са и без инвалидитета које су преживеле насиље.[4]

## О књизи
Књига Жене са инвалидитетом: невидљиве жртве насиља: студије случајева садржи приче које су настале током једанаест година рада активискиња "Организације за заштиту права и подршку женама са инвалидитетом Србије", са женама и мушкарцима са инвалидитетом које и који су преживеле тј. преживели насиље и дискриминацију.
На почетку књиге представљена је организација "...Из Круга", њени задаци и мисија. Организација за заштиту права и подршку особама са инвалидидитетом Србије је феминистичка, невладина организација која је основана 1997. године са циљем да пружи подршку особама са инвалидитетом , пре свега женама које трпе неки од облика насиља и дискриминације. Помоћ се састоји да кроз психолошку, бесплатну правну помоћ путем СОС телефона улије трачак наде да постоји решење за настали проблем.
Студије случајева насиља у књизи су примери искуства корисника са којима су некада рађене консултанкиње и адвокати организације и њих је у овој књизи побројано и описано 16. Студије случајева дискриминације су такође примери искуства корисника са којима су некада рађене консултанкиње и адвокати организације и њих је у овој књизи побројано и описано три.